# Nassarius macrocephalus
Nassarius macrocephalus is een slakkensoort uit de familie van de Nassariidae. De wetenschappelijke naam van de soort is voor het eerst geldig gepubliceerd in 1911 door Schepman.